# Dubréka
Dubréka est une ville de Guinée, chef-lieu de la préfecture homonyme. L'extension rapide des faubourgs de Conakry la place désormais dans la grande banlieue de la capitale.

## Situation géographique
La commune urbaine de Dubréka dont le chef-lieu est Dubréka centre, elle est limitée au nord par la commune rurale de Khorira, au sud par la rivière séparant Kénendé et Nèguèyah, à l’Est par la commune rurale de Kouriah dans la préfecture de Coyah, à l’ouest par l’Océan Atlantique.

## Géographie
La région est connue pour ses marais et ses mangroves.
La ville est située sur la rive gauche de la rivière Soumba, à proximité de son embouchure donnant dans la baie de Sangareya. Elle est dominée à l'est par le mont Kakoulima (1 011 m), communément appelé le Chien qui Fume, qui était considéré autrefois comme une montagne sacrée. Du sommet, on découvre une vue magnifique sur la côte et sur la forêt.
Le petit port est surtout tourné vers la pêche.

Environs de Dubréka, vers 1905.
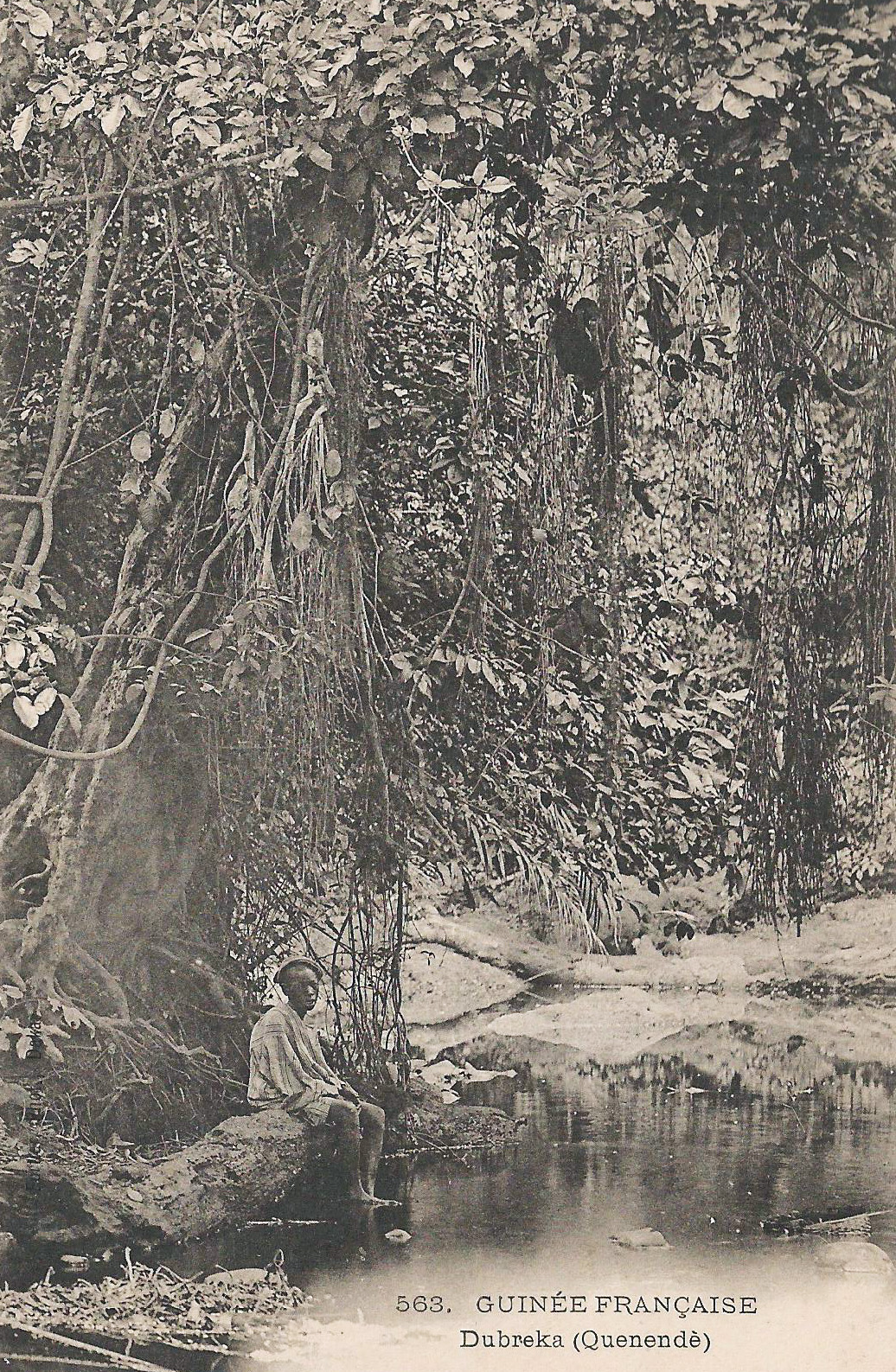
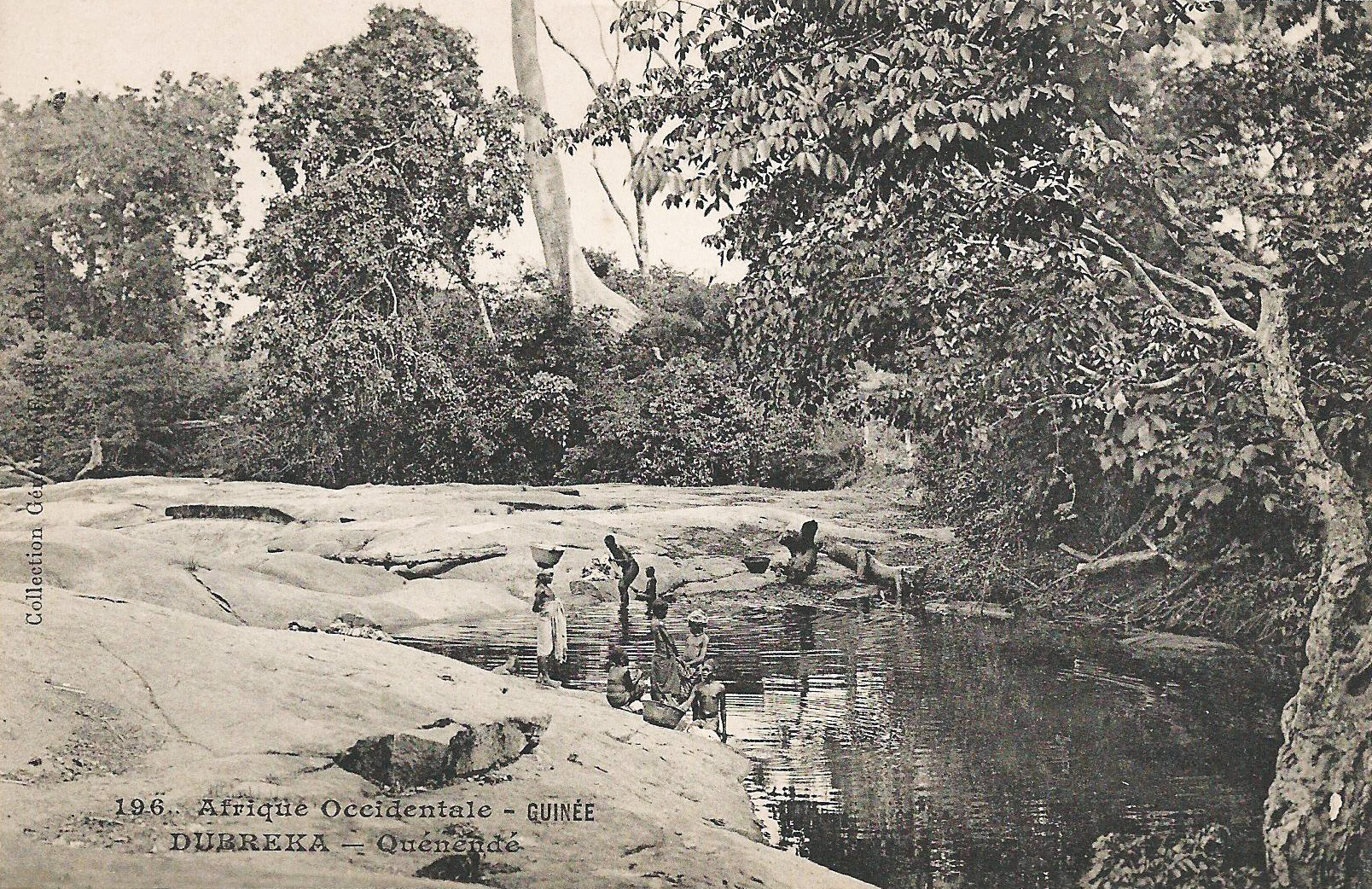
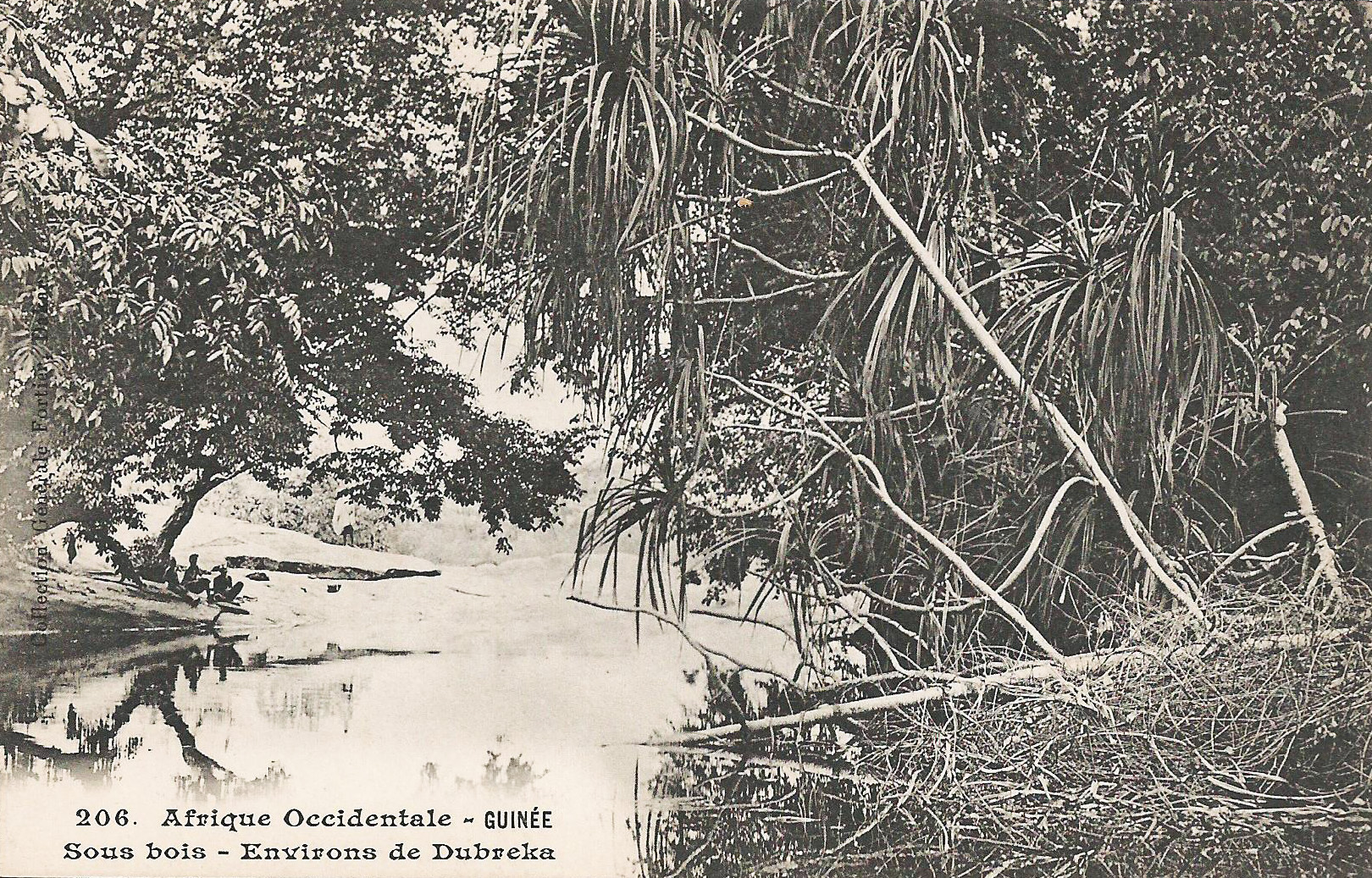

## Population
À partir d'une extrapolation du recensement de 2014 (RGPH3), la population de Dubréka Centre a été estimée à 182 173 personnes en 2016.

## Activités
L’Institut de recherche et de développement des plantes médicinales et alimentaires, installé sur un domaine de 14 hectares, emploie une cinquantaine de chercheurs qui étudient scientifiquement les plantes utilisées par les guérisseurs et la médecine traditionnelle pour en comprendre les propriétés.

## Personnalités
- Abdoul Karim Dioubaté (1952-) professeur d'arabe et conseiller guinéen au CNT.
- Aboubacar Soumah (1964- ), syndicaliste guinéen,
- Lansana Conté (1934-2008), président de la république de Guinée de 1984 à 2008,
- M'Balia Camara (1929 -1955), militante et indépendantiste guinéenne.

## Tourisme
Les chutes de Bondabon, au pied du Chien qui Fume, forment une piscine naturelle qui permet de se baigner dans un cadre naturel préservé.